# Chris Salmond
Chris Salmond (eigentlich Christine Salmond; * 25. Februar 1947) ist eine ehemalige britische Sprinterin.
Bei den British Commonwealth Games 1974 in Christchurch wurde sie mit der schottischen Mannschaft Siebte in der 4-mal-100-Meter-Staffel. Über 100 m schied sie im Vorlauf aus.
1973 wurde sie Schottische Meisterin über 100 m. Ihre persönlichen Bestzeit über diese Distanz von 11,6 s stellte sie am 23. Juni 1973 in Edinburgh auf.